# Smolnik (Świętajno)
Smolnik (deutsch Theerbude) ist ein kleiner Ort in der polnischen Woiwodschaft Ermland-Masuren und gehört zur Landgemeinde Świętajno (Schwentainen) im Powiat Olecki (Kreis Oletzko, 1933 bis 1945 Kreis Treuburg).

## Geographische Lage
Smolnik liegt in der östlichen Mitte der Woiwodschaft Ermland-Masuren, 16 Kilometer südwestlich der Kreisstadt Olecko (Marggrabowa, 1928 bis 1945 Treuburg).

## Geschichte
Theerbude war erst seit 1868 auf den Karten verzeichnet. Im Jahre 1895 ganze 12 Einwohner zählend, wurde der Gutsbezirk Theerbude 1903 in den Gutsbezirk Lycker Forst eingegliedert.
Am 30. September 1928 schlossen sich u. a. Theerbude im Gutsbezirk Lycker Forst sowie die Gutsbezirke Polommen (1938 bis 1945 Herzogsmühle, polnisch Połom) und Röbel (polnisch Kije) zur neuen Landgemeinde Polommen zusammen.
In Kriegsfolge kam Theerbude 1945 mit dem gesamten südlichen Ostpreußen zu Polen und trägt seither die polnische Bezeichnung „Smolnik“. Heute ist der Weiler (polnisch osada) eine Ortschaft im Verbund der Landgemeinde Świętajno (Schwentainen) im Powiat Olecki (Kreis Oletzko, 1933 bis 1945 Kreis Treuburg), vor 1998 der Woiwodschaft Suwałki, seither der Woiwodschaft Ermland-Masuren zugehörig.

## Kirche
Vor 1945 war Theerbude in die evangelische Kirche Schwentainen in der Kirchenprovinz Ostpreußen der Kirche der Altpreußischen Union und in die katholische Pfarrkirche Marggrabowa (1928 bis 1945 Treuburg, polnisch Olecko) im damaligen Bistum Ermland eingepfarrt.
Heute gehört Smolnik zur evangelischen Kirchengemeinde Wydminy (Widminnen), einer Filialgemeinde der Pfarrei Giżycko (Lötzen) in der Diözese Masuren der Evangelisch-Augsburgischen Kirche in Polen bzw. zur katholischen Pfarrkirche Świętajno und deren Filialkirche in Wronki (Wronken, 1938 bis 1945 Fronicken) innerhalb des Bistums Ełk der Römisch-katholischen Kirche in Polen.

## Verkehr
Smolnik ist über einen Landweg zu erreichen, der von der Nebenstraße in östlicher Richtung abzweigt, die Wronki an der Woiwodschaftsstraße DW 655 mit Połom verbindet. Eine Bahnanbindung besteht nicht.